# LZX
LZX – algorytm kompresji z rodziny LZ77. Jest to również nazwa programu archiwizującego wykorzystującego ten właśnie algorytm. Obie rzeczy zostały wynalezione przez Jonathana Forbesa i Tomi Poutanena. LZX pojawił się po raz pierwszy w 1995 roku jako program do archiwizacji danych dla komputerów Amiga.